# Offline střih
Offline střih je část filmového nebo televizního postprodukčního procesu. Spočívá v tom, že se původní filmový, magnetický nebo digitální materiál překopíruje na jiné médium, často s nějakou informací o pozici v původním materiálu, na kterém pak střihač daný materiál stříhá. Takový materiál se označuje slovem offline. Název naznačuje, že tento proces jde mimo hlavní linii produkce audiovizuálního díla. Původnímu materiálu se pak, pro rozlišení, někdy říká online materiál.

## Média
- U klasického filmu se obraz většinou kopíruje na pozitiv (zde může docházet i ke změně, např. z 35 mm na 16 mm). Tyto filmové role se pak stávají offline materiálem a střihač z nich stříhá na speciálním zařízení schopném tento filmový pás prohlížet a snadno lineárně posouvat.
- V 60. a 70. letech, v televizní produkci, studia experimentovala s konverzí filmového pásu na magnetickou pásku – ty někdy sloužily pro záložní archivaci, někdy ale posloužily jako offline pro střihové televizní programy
- V éře televizní produkce a příchodu videokazet (cca 1977–2005) mohl být originál pořízen na profesionální videokazety (např. Betamax) a offline pak mohl být kopírován na levnější kazety.
- Po digitální revoluci u offline médiích mluvíme o videích se ztrátovou kompresí, menší barevnou hloubkou a menším rozlišením než originál. Tento materiál též označujeme termínem proxy (soubory).

## Důvody pro offline střih
- u lineárních a nedigitálních médií (film, magnetické pásky) se s každým používáním (přejížděním magnetických/filmových pásů přes čtecí hlavy a další prvky mechanismu) tento materiál pomalu ale jistě poškozuje – postupně na něm mohou vznikat oděrky, rýhy, může docházet k únavě materiálu pásky.
- u magnetických a filmových pásů též častějším používání se též zvedá riziko přetrhnutí pásky, což by u online materiálu znamenalo nenávratnou ztrátu původního obrazu.
- archivace natočeného materiálu (na online médiích) v maximální kvalitě, bez co nejmenšího opotřebování. Ne úplně ojediněle se některá studia vrací k původním, starým materiálům za účelem znovupoužití, konverze na lepší médium, digitálnímu restaurování a masteringu, nebo dokonce obarvení a zvětšení rozlišení pomocí umělé inteligence.
- samotné střihnutí do filmu je destruktivní pro okraje kolem dotčené hranice filmového políčka, která musejí být slepena adhezivní páskou; pokud by střihač (potažmo režisér nebo producent) často měnili střih, vzniklo by mnoho těchto rušivých elementů pro diváka.
- práce na originálním materiálu (tedy v online procesu výroby) často znamená použití studií s vysokými náklady na provoz, dalšími pracovníky a tedy i drahým časem – zatímco offline střih lze (podle typu média) dělat v domácích podmínkách, bez drahé techniky a přiděleného operátora
- u digitálních médií bývá v současnosti původní materiál RAW, v ultravysokém rozlišení, což klade velké nároky na hardware počítač pro střih popř. jeho komponenty. Snížením rozlišení, kompresí a převodem do barevné hloubky se tak rapidně sníží jak velikost materiálu na disku, tak rychlost a odezva ve střihovém programu, veškerá kopírování a exportování. To, že obraz bude méně kvalitní pro střihače, nevadí, protože po schválení střihu se offline materiál vymění za kvalitní.

## Synchronizace

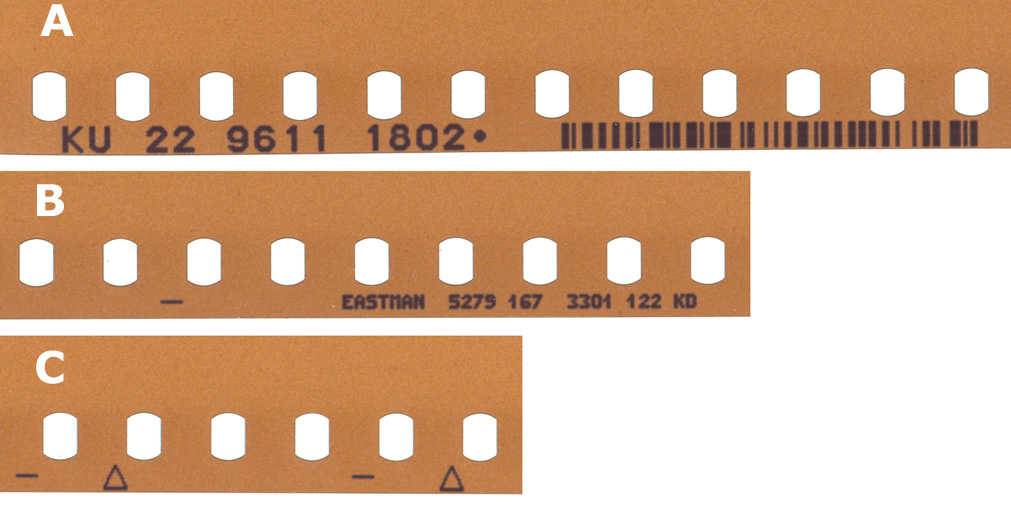
Filmový pás s Keycode

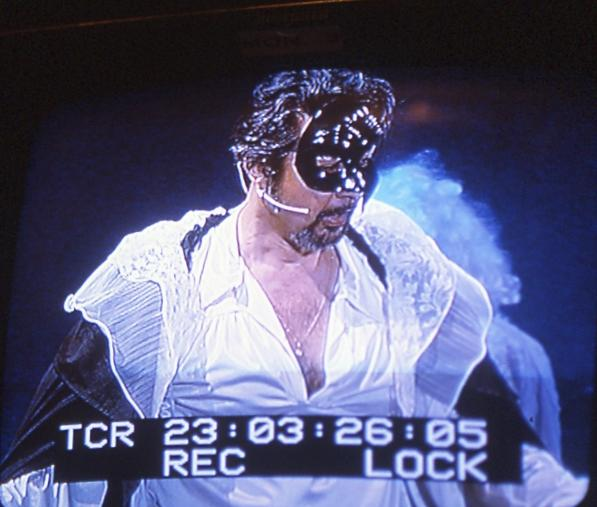
Video s časovým kódem v obraze

Po dokončení a schválení střihu, provedeném offline, dochází k 'nasazení' online materiálu do tohoto střihu. Existuje několik technologií, jak rozpoznat, které políčko a kdy použít.
- Současné filmové materiály mají na okraji filmového pásu mohou ukládat jednorozměrný nebo dvourozměrný čárový kód, tzv. Keycode (též Keykode), který umožňuje jednoznačně určit kamerovou roli i místo v ní
- Videokazety spolu s obrazem zaznamenávají alespoň jeden tzv. timecode, časový kód ve formátu (HH:MM:SS.FR) kde FR je aktuální políčko v dané sekundě (pro systémy PAL 0 až 24, pro NTSC 0 až 29). Timecode je přenášeného signálu, v podobě černobílého binárního kódu, ale je mimo viditelnou část obrazu
- Digitální videa mohou mít časový kód uložený v metadatech nebo jej uložený nemají, ale dá se vypočítat
- Materiál na kazetách i v souborech může mít záměrně uložen časový kód v obraze - kdy jej střihový program nebo jiný konvertor do obrazu vypíše na původní obraz
- Pro sestavení finálního střihu na základě střihu z offline materiálu a časových kódů existuje velké množství technik, mechanických i softwarových konvertorů. V minulosti se používaly takzvané střihové soupisky (též EDL, edit decision list(s)) obsahující seznamy „od-do“ podle klíčových nebo časových kódů v původním materiálu. V současnosti je finálním produktem de facto projekt uložený ve střihovém programu, který se vyexportuje a buď zůstane v digitální podobě nebo může být zpětně vypálen na filmový pozitiv pro promítání v kinech.